# 이반 데 라 페냐
이반 데 라 페냐 로페스(스페인어: Iván de la Peña López iˈβan delaˈpeɲa[*], 1976년 5월 6일, 칸타브리아 주 산탄데르 ~)는 스페인의 전직 프로 축구 선수로, 현역 시절 중앙 미드필더로 활약했다. 현역 시절 그는 작은 신체 조건과 밀어넘긴 머리로 인해 작은 부처(Pequeño Buddha)나 빡빡머리(Lo Pelat)라는 별명이 붙었다.
바르셀로나의 신동으로 성인 무대 신고식을 치른 그는 에스파뇰에서 전성기와 말년을 보냈는데, 12시즌에 걸쳐 269경기 출전, 19 득점을 기록했다.
데 라 페냐는 기술적 능력과 정확하게 공을 넘기는 능력으로 알려져 있는데, 그의 현역 시절은 수 차례 부상으로 애로사항이 많았다.

## 클럽 경력
데 라 페냐는 칸타브리아 주 산탄데르 출신으로 1991년에 바르셀로나의 유소년부에 입단하였고, 2년 뒤에 2군 신고식을 치렀다. 그는 2군 소속으로 37경기에 출전하다가 요한 크라위프 1군 감독이 출전 기회를 주었는데, 그는 1995년 9월 3일에 열린 바야돌리드와의 원정 경기에서 교체로 들어가 득점을 올려 2-0 승리에 일조했다. 당시 19세였던 그는 페프 과르디올라의 후계자로 지목받았다. 그러나, 그는 첫 1군 시즌에 개인 역대 최다인 7골을 넣는 성과를 냈지만 크라위프의 신임을 잃고 주전에서 밀려났다.
1996년에 보비 롭슨 감독이 취임하면서, 데 라 페냐는 다시 선수단의 주요 선수로 발돋움할 기회를 받았다. 그는 호나우두와 함께 호흡을 맞추어 코파 델 레이, 컵 위너스 컵, UEFA 슈퍼컵을 모두 우승하고 1997년 3관왕에 일조했다. 그는 1996년과 1997년에 모두 엘 파이스 선정 올해의 신인 선수로 지명되기도 했다.
데 라 페냐는 또다른 네덜란드 출신 감독 루이 판 할의 취임으로 다시 바르사의 주전 입지를 잃었고, 페르난두 코투와 함께 라치오로 이적했다. 그러나, 그는 라치오에서도 세리에 A에 적응하지 못하면서 1999-2000 시즌에 마르세유로 임대되었다. 이도 신통치 못한 결과를 내지 못하면서 2000-01 시즌에 바르셀로나에 임대로 합류했다. 로렌소 세라 페레르 감독 지휘 하에 9경기에 출전(이 중 라싱 산탄데르와의 1경기에 선발로 출전)하는데 그친 그는 이탈리아 무대로 복귀했지만, 이듬해 여름에 방출되었다.
2002년, 데 라 페냐는 바르셀로나의 이웃 에스파뇰로 이적했고, 이 곳에서 그는 계속해서 꾸준히 활약하면서 현역 신고식을 치른 이래 가장 물이 오른 활약을 펼쳤다. 2004-05 시즌, 그는 카탈루냐 연고 구단이 라 리가에서 5위의 성적을 거두어 UEFA컵에 진출할 수 있도록 도왔다. 2005-06 시즌 컵대회 결승전에서, 데 라 페냐는 사라고사를 상대로 2골을 도와 4-1 대승의 주역이 되었다: 라울 타무도는 2분 만에 이반 데 라 페냐의 직접 프리킥이 튀어나오자 머리로 다시 밀어넣었다. 두 선수는 찰떡 호흡을 계속해서 과시하며 사라고사의 수비진을 해체하고 루이스 가르시아의 득점에 일조했다. 그 결과, 에스파뇰은 다시 UEFA컵 진출에 성공했고, 대회 결승전까지 올라갔지만, 세비야를 상대로 승부차기까지 가는 접전 끝에 석패했다.
2007년부터 2009년까지, 계약 기간을 연장한 후, 데 라 페냐는 부상 문제로 허덕였다. 그러나, 2009년 2월 21일, 그는 바르사와의 더비 경기에서 2골을 넣어 2-1 승리를 견인했는데, 당시 리그에서 바르사가 선두에, 에스파뇰이 꼴찌를 달리던 극과 극의 순간이었다. 에스파뇰은 결국 이 시즌을 리그 10위로 마무리했다.
신임 주장 다니엘 하르케의 급사로 인해, 데 라 페냐가 신임 주장으로 선임되었다. 그의 신체적 문제는 이후로도 그를 괴롭혔는데, 부상 문제가 더욱 커진다면 은퇴할 것임을 선언하기에 이르렀고, 결국 2011년 5월 22일에 35세의 나이로 세비야와의 안방 경기를 치르고 즉시 축구화를 벗었다.

## 국가대표팀 경력
데 라 페냐는 가이스카 멘디에타, 페르난도 모리엔테스, 그리고 라울과 함께 스페인 U-21 국가대표팀 일원으로 1996년 UEFA U-21 선수권 대회와 1996년 하계 올림픽에 참가했고, 후자의 대회에서 8강 진출에 기여했다.
그에도 불구하고, 그는 2005년 2월 9일에 28세 9개월이 되어서야 성인 국가대표팀 첫 경기를 치를 수 있었고, 당시 그가 치른 경기는 알메리아에서 열린 산마리노와의 2006년 FIFA 월드컵 예선전 경기였다. 그는 2005년 한 해에 5번의 스페인 국가대표팀 경기에 출전했는데, 마지막 경기 상대는 첫 경기의 상대와 동일했다.

## 은퇴 후
2011년 6월 8일, 데 라 페냐는 바르셀로나 시절 동료였던 루이스 엔리케의 감독진으로서 세리에 A의 로마에서 근무할 것임이 밝혀졌다. 그러나, 같은 해 8월, 그는 가족 문제로 휴직에 들어갈 것임을 밝혔다.

## 경력 통계

### 클럽
출처:
| 구단              | 시즌      | 리그            | 리그 | 리그 | 컵   | 컵 | 리그컵 | 리그컵 | 대륙 | 대륙 | 합계 | 합계 |
| 구단              | 시즌      | 리그명          | 출장 | 골   | 출장 | 골 | 출장   | 골     | 출장 | 골   | 출장 | 골   |
| ----------------- | --------- | --------------- | ---- | ---- | ---- | -- | ------ | ------ | ---- | ---- | ---- | ---- |
| 바르셀로나 B      | 1993–94   | 세군다 디비시온 | 3    | 0    | –    | –  | –      | –      | –    | –    | 3    | 0    |
| 바르셀로나 B      | 1994–95   | 세군다 디비시온 | 31   | 4    | –    | –  | –      | –      | –    | –    | 31   | 4    |
| 바르셀로나 B      | 1995–96   | 세군다 디비시온 | 3    | 1    | –    | –  | –      | –      | –    | –    | 3    | 1    |
| 바르셀로나 B      | 합계      | 합계            | 37   | 5    | 0    | 0  | 0      | 0      | 0    | 0    | 37   | 5    |
| 바르셀로나        | 1995–96   | 라 리가         | 31   | 7    | 4    | 0  | 0      | 0      | 7    | 2    | 42   | 9    |
| 바르셀로나        | 1996–97   | 라 리가         | 33   | 2    | 2    | 0  | 1      | 1      | 6    | 0    | 42   | 3    |
| 바르셀로나        | 1997–98   | 라 리가         | 17   | 2    | 2    | 0  | 0      | 0      | 2    | 0    | 21   | 2    |
| 바르셀로나        | 합계      | 합계            | 81   | 11   | 8    | 0  | 1      | 1      | 15   | 2    | 105  | 14   |
| 라치오            | 1998–99   | 세리에 A        | 14   | 0    | 1    | 0  | 0      | 0      | 4    | 1    | 19   | 1    |
| 라치오            | 2001–02   | 세리에 A        | 1    | 0    | 1    | 0  | 0      | 0      | 0    | 0    | 2    | 0    |
| 라치오            | 합계      | 합계            | 15   | 0    | 2    | 0  |        |        | 4    | 1    | 21   | 1    |
| 마르세유 (임대)   | 1999–2000 | 디비시옹 1      | 12   | 1    | 0    | 0  | 0      | 0      | 7    | 0    | 19   | 1    |
| 바르셀로나 (임대) | 2000–01   | 라 리가         | 9    | 0    | 1    | 0  | 0      | 0      | 2    | 0    | 12   | 0    |
| 에스파뇰          | 2002–03   | 라 리가         | 29   | 0    | 0    | 0  | 0      | 0      | 0    | 0    | 29   | 0    |
| 에스파뇰          | 2003–04   | 라 리가         | 25   | 1    | 0    | 0  | 0      | 0      | 0    | 0    | 25   | 1    |
| 에스파뇰          | 2004–05   | 라 리가         | 29   | 3    | 1    | 0  | 0      | 0      | 0    | 0    | 30   | 3    |
| 에스파뇰          | 2005–06   | 라 리가         | 30   | 0    | 6    | 0  | 0      | 0      | 8    | 0    | 44   | 0    |
| 에스파뇰          | 2006–07   | 라 리가         | 26   | 0    | 1    | 0  | 1      | 0      | 10   | 1    | 38   | 1    |
| 에스파뇰          | 2007–08   | 라 리가         | 12   | 0    | 3    | 0  | 0      | 0      | 0    | 0    | 15   | 0    |
| 에스파뇰          | 2008–09   | 라 리가         | 22   | 4    | 0    | 0  | 0      | 0      | 0    | 0    | 22   | 4    |
| 에스파뇰          | 2009–10   | 라 리가         | 4    | 0    | 1    | 0  | 0      | 0      | 0    | 0    | 5    | 0    |
| 에스파뇰          | 2010–11   | 라 리가         | 2    | 0    | 0    | 0  | 0      | 0      | 0    | 0    | 2    | 0    |
| 에스파뇰          | 합계      | 합계            | 179  | 8    | 12   | 0  | 1      | 0      | 18   | 1    | 210  | 9    |
| 경력 합계         | 경력 합계 | 경력 합계       | 333  | 25   | 23   | 0  | 2      | 1      | 46   | 4    | 404  | 31   |

### 국가대표팀
| 스페인 | 스페인 | 스페인 |
| 연도   | 출장   | 골     |
| ------ | ------ | ------ |
| 2005   | 5      | 0      |
| 합계   | 5      | 0      |

## 수상

### 클럽
바르셀로나
- 라 리가: 1997–98
- 코파 델 레이: 1996–97, 1997–98
- 수페르코파 데 에스파냐: 1996
- UEFA 컵 위너스 컵: 1996–97
- UEFA 슈퍼컵: 1997

라치오
- 수페르코파 이탈리아나: 1998
- UEFA 컵 위너스 컵: 1998–99

에스파뇰
- 코파 델 레이: 2005–06
- UEFA컵 준우승: 2006–07

### 국가대표팀
스페인 U-21
- UEFA U-21 축구 선수권 대회 준우승: 1996

### 개인
- 돈 발론 올해의 라 리가 신인 선수: 1995–96